# Torneo de Marruecos 2025
El Grand Prix SAR La Princesse Lalla Meryem de 2025 fue un torneo profesional de tenis femenino jugado en canchas de arcilla. Fue la 23.ª edición del torneo que formó parte de los torneos WTA 250 de 2025 de la WTA. Se llevó a cabo en Rabat, Marruecos entre el 19 y el 24 de mayo de 2025.

## Distribución de puntos
| Modalidad           | Campeona | Finalista | Semifinales | Cuartos de final | 2.ª ronda | 1.ª ronda | Clasificadas | 2.ª ronda de clasificación | 1.ª ronda de clasificación |
| Individual femenino | 250      | 163       | 98          | 54               | 30        | 1         | 18           | 12                         | 1                          |
| Dobles femenino     | 250      | 163       | 98          | 54               | 1         | -         | -            | -                          | -                          |

## Cabezas de serie

### Individuales femenino
| Tenista            | Ranking | Preclasificada |
| Elina Avanesyan    | 38      | 1              |
| Camila Osorio      | 55      | 2              |
| Lucia Bronzetti    | 58      | 3              |
| Ann Li             | 59      | 4              |
| Viktoriya Tomova   | 61      | 5              |
| Kateřina Siniaková | 62      | 6              |
| Mayar Sherif       | 64      | 7              |
| Varvara Gracheva   | 65      | 8              |
| Katie Volynets     | 66      | 9              |
| Jéssica Bouzas     | 92      | 10             |

- Ranking del 5 de mayo de 2025.[2]

### Dobles femenino
| Tenista                             | Ranking | Preclasificada |
| Anna Danilina Irina Khromacheva     | 32      | 1              |
| Ulrikke Eikeri Eri Hozumi           | 98      | 2              |
| Katarzyna Piter Mayar Sherif        | 120     | 3              |
| Maia Lumsden Tang Qianhui           | 145     | 3              |
| Anastasia Dețiuc Sabrina Santamaria | 155     | 4              |

## Campeonas

### Individual femenino
Maya Joint venció a  Jaqueline Cristian por 6-3, 6-2

### Dobles femenino
Maya Joint /  Oksana Kalashnikova vencieron a  Angelica Moratelli /  Camilla Rosatello por 6-3, 7-5